# Bermonville
Bermonville era una comuna francesa situada en el departamento de Sena Marítimo, de la región de Normandía, que el 1 de enero de 2017 pasó a ser una comuna delegada de la comuna nueva de Terres-de-Caux al fusionarse con las comunas de Auzouville-Auberbosc, Bennetot, Fauville-en-Caux, Ricarville, Sainte-Marguerite-sur-Fauville y Saint-Pierre-Lavis.

## Demografía
| Gráfica de evolución demográfica de Bermonville entre 1800 y 2014 |
|                                                                   |

Los datos demográficos contemplados en este gráfico de la comuna de Bermonville se han cogido de 1800 a 1999 de la página francesa EHESS/Cassini, y los demás datos de la página del INSEE.